# 世界唱片店日
世界唱片店日（英語：Record Store Day，又称世界唱片行日 ）是在2007年首次推出的年度活动，在每年4月和11月的黑色星期五举行。在此日，音乐粉丝、艺术家，以及全世界的数千家唱片店都会参与活动。
世界唱片店日的总部位于美国，官方组织者亦在英国、爱尔兰、墨西哥、日本以及澳大利亚活跃。

## 外部連結
- 官方网站